# Hoplothrips breviventris
Hoplothrips breviventris är en insektsart som först beskrevs av Ian A. Hood 1927.  Hoplothrips breviventris ingår i släktet Hoplothrips och familjen rörtripsar. Inga underarter finns listade i Catalogue of Life.